# Stronghold 3
Stronghold 3 — стратегія в реальному часі від Firefly Studios. Гра вийшла у продаж 25 жовтня 2011 року, та стала шостою з серії Stronghold. Видавцем є SouthPeak Games.

## Анонс та розробка
В 2008 році, незадовго після випуску Stronghold Crusader Extreme, було вперше оголошено, що компанія FireFly Studios працює над новими іграми в серії Stronghold. Потім з'явилась інформація, що це будуть Stronghold Crusader 2 та Stronghold 3. Однак було заявлено, що компанія почне роботу над однією із цих ігор лише після того, як буде видана гра Stronghold Kingdoms. Пізніше було оголошено, що спочатку компанія працюватиме над Stronghold 3.
Офіційно гра була представлена лише 14 травня 2010 року, одночасно із запуском офіційного сайту гри.

## Нововведення у грі
Нова покращена система замкобудування, дозволить наблизитися до реальності і заглибитися у всі тонкощі цього ремесла. Також оновиться графіка, додасться кілька режимів, у тому числі нічні облоги. Також присутні нові можливості при штурмі замків, з'явиться можливість осаджувати реальні історичні замки. Найцікавіше нове доповнення до Stronghold 3 — ніч, аналог туману війни в інших іграх. За заявами розробників, ця нова технологія. широко застосовуватиметься в мультиплеєрі і облог.
Світ Stronghold 3 більше схожий на світ Stronghold, ніж на світ Stronghold 2. Будівлі змінюються: чим ближче будинки до замку, тим багатшими вони виглядають, чим далі — біднішими. Двигун гри також показує нову погодну систему і передове освітлення.

## Сюжет
Сюжет гри повинен був стати продовженням для сюжету першої гри серії Stronghold. За задумом творців дія відбувається в тому ж світі, через 7 років. Вовк вижив після важкого поранення в битві з протагоністом і падіння з вежі. Йому вдалося втекти на Схід і там відновити сили. Через сім років Вовк повертається, супроводжуваний своїм новим союзником Шакалом. Крім того, до Вовка приєднуються сини його вбитих поплічників герцогів де Пюса (Щур) і де Трюфо (Кабан).
Однак Вовк зі Stronghold 3 не схожий на харизматичну особистість з першої частини, представляючи собою досить стереотипного антагоніста в традиціях сучасного фентезі. Стилізовані заставки військової кампанії також мало нагадують старе оформлення гри.

## Цікаві факти
При вході у гру можна почути привітання зі святами або майбутніми подіями: наприклад, в день 21 червня в головному меню гри кажеться, що сьогодні сонцестояння. Також можуть привітати і з Різдвом, та іншими святами.